# Berkicho
Berkicho, Brkisho ou Brgšoy (en arménien Բրքիշո) est un catholicos (ou anti-catholicos) de l'Église apostolique arménienne de 429 à 432.

## Biographie
Berkicho, dit « le Syrien », est un prélat chrétien perse de langue syriaque.
Après la déposition par l'empereur sassanide Vahram V du catholicos Sahak Ier en 428 et le bref intermède de Sourmak, déposé à son tour en 429 (voire en 428 même), le représentant de l'empereur, le marzpan perse Veh Mihr Chapour, désigne Berkicho pour occuper la fonction catholicossale. Cette désignation traduit l'intention du pouvoir sassanide de séparer l'Église arménienne de l'Église grecque afin de la rapprocher de l'Église de l'Orient.
D'après Moïse de Khorène, la désignation vient directement du Roi de Perse, Vahram V.
Berkicho entre en conflit avec les évêques restés fidèles à Sahak Ier : il ne consacre que ceux qui lui prêtent allégeance et confisque les revenus des postes vacants ; il s'attire en outre une réputation de débauche en s'entourant de religieuses servantes (virgines subintroductae), si bien que les nakharark demandent sa déposition à Vahram V en 432. Celui-ci le remplace alors par un autre prélat perse de langue syriaque, Samuel, mais ne le charge que des fonctions temporelles liées à la fonction, les fonctions spirituelles (notamment la consécration des évêques) revenant à Sahak Ier.